# Andrew P. Harris

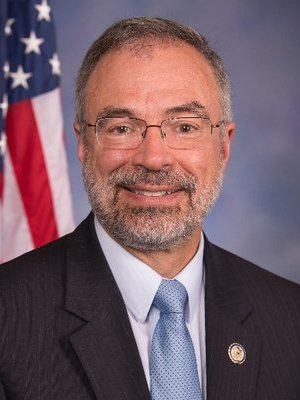
Andy Harris (2018)

Andrew Peter „Andy“ Harris (* 25. Januar 1957 in Brooklyn, New York City, New York) ist ein US-amerikanischer Politiker der Republikanischen Partei. Seit Januar 2011 vertritt er den ersten Distrikt des Bundesstaats Maryland im US-Repräsentantenhaus.

## Werdegang
Andrew Harris ist der Sohn Osteuropäischer Immigranten, die direkt nach dem Zweiten Weltkrieg einwanderten. Er studierte bis 1977 an der Johns Hopkins University in Baltimore Biologie. Dort erlangte er den Bachelor of Science. Daran schloss sich bis 1980 ein Medizinstudium an der gleichen Universität an, das er mit dem Medical Doctor (M.D.) abschloss. Später war er von 1988 bis 2005 im medizinischen Dienst der Reserve der United States Navy. Während der Operation Desert Storm im Zweiten Golfkrieg war er als Arzt im aktiven Militärdienst im National Naval Medical Center in Bethesda (Maryland). Im Jahr 1995 erlangte er den Master of Health Science an der Johns Hopkins University. Ansonsten arbeitete Harris in verschiedenen Positionen als Anästhesist.
Harris ist seit über 33 Jahren mit seiner Frau Nicole verheiratet, das Paar lebt im Dorchester County (Maryland). Gemeinsam hat das Paar fünf Kinder.

## Politische Laufbahn
Politisch schloss er sich der Republikanischen Partei an. Zwischen 1998 und 2010 gehörte er dem Senat von Maryland an. Im Jahr 2008 kandidierte er noch erfolglos gegen den Amtsinhaber Frank Kratovil für das US-Repräsentantenhaus.
Bei den Kongresswahlen des Jahres 2010 wurde Harris dann im ersten Kongresswahlbezirk von Maryland in das Repräsentantenhaus der Vereinigten Staaten in Washington, D.C. gewählt, wo er am 3. Januar 2011 die Nachfolge des Demokraten Frank Kratovil antrat, den er bei der Wahl mit 54,1 % geschlagen hatte. Nachdem er bei allen folgenden sechs Wahlen zwischen 2012 und 2022, jeweils bestätigt wurde, kann er sein Mandat bis heute ausüben. Er wurde immer mit mindestens 54 % der Stimmen wiedergewählt. Sein bestes Ergebnis erzielte er bei den Wahlen 2014 mit 70,5 %, und das schlechteste Wiederwahlergebnis hatte er im Jahr 2022 mit 54,4 Prozent der Stimmen. Bei der Wahl 2024 zum 119. Kongress gewann Andrew P. Harris die Vorwahl in seinem Wahlkreis im Osten der Chesapeake Bay mit  77,4 % und die Hauptwahl gegen den Demokraten Blane Miller mit 59,5 %. Seine aktuelle, insgesamt achte Legislaturperiode im Repräsentantenhaus des 119. Kongresses läuft noch bis zum 3. Januar 2027.
Harris ist aktuell Mitglied in folgenden Ausschüssen des Repräsentantenhauses:
- Committee on Appropriations
  - Agriculture, Rural Development, Food and Drug Administration, and Related Agencies
  - Homeland Security
  - Labor, Health and Human Services, Education, and Related Agencies

Zuvor war auch Mitglied im Committee on Transportation and Infrastructure, Committee on Natural Resources und dem Committee on Science, Space, and Technology. Außerdem ist er Mitglied in zehn Caucuses.